# Wasserturm Hohenleuben

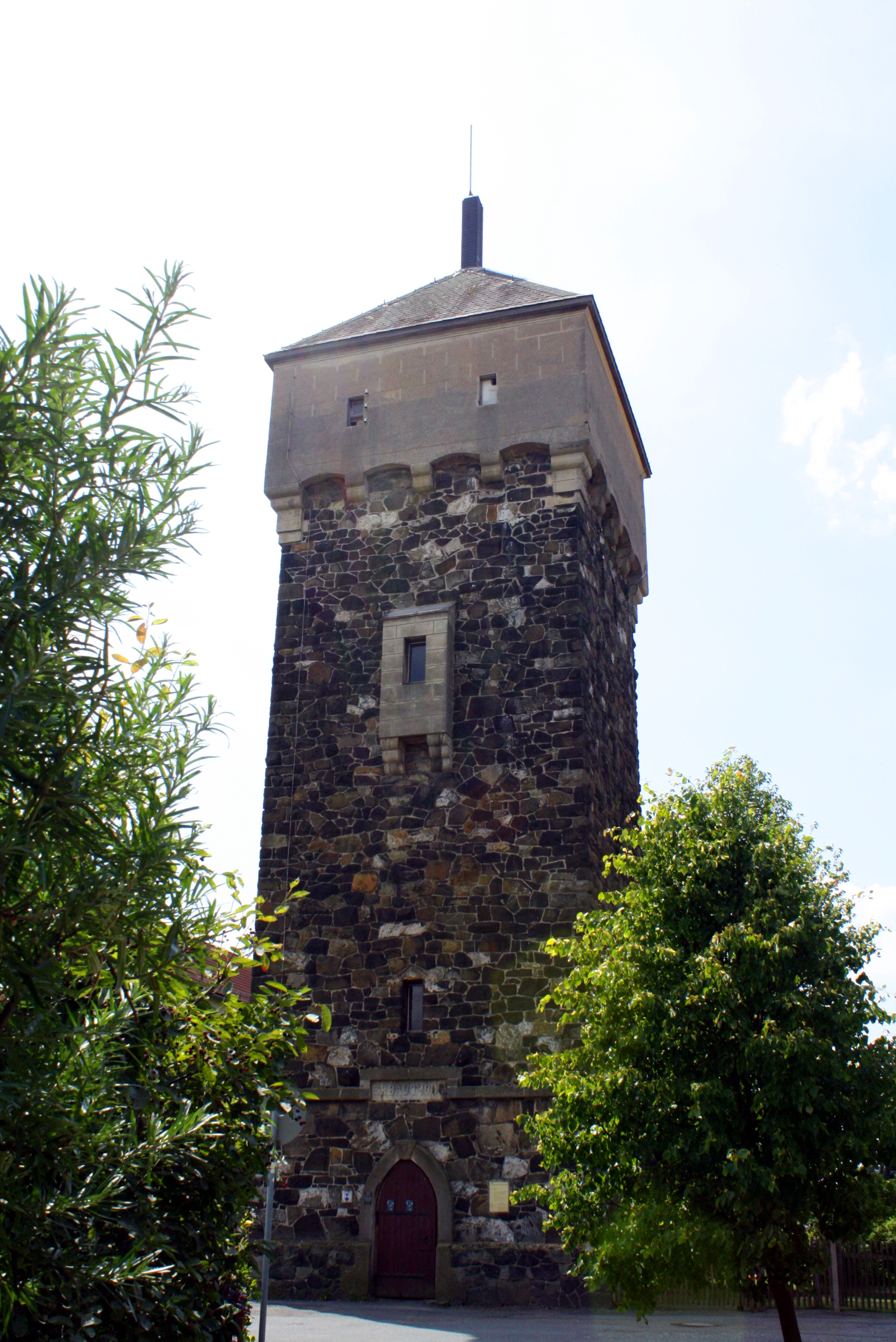
Wasserturm Hohenleuben

Der Wasserturm Hohenleuben wurde im Stil eines Wehrturmes in der Ortsmitte von Hohenleuben  gebaut.
Er hat eine Höhe von 25 Metern und in dem Hochbehälter ein Fassungsvermögen von 70 Kubikmetern. Er war von 1906 bis 1973 in Betrieb. 
Koordinaten: 50° 42′ 39″ N, 12° 3′ 8″ O